# Земдегс, Феликс
Феликс Земдегс (англ. Feliks Zemdegs; род. 20 декабря 1995 года в Мельбурне) — выдающийся мастер по скоростной сборке кубиков Рубика (3×3×3, 4×4×4 и др.) и многих других головоломок.
Он начал собирать кубик Рубика в 12 лет, в 2008 году и всего через 71 день опустился ниже 20 секунд по среднему времени из 12 попыток и не остановился на этом. 30 января 2010 года он первым из людей официально стал sub-10 (меньше 10 секунд) по среднему времени с результатом 9,21. Он уже успел побить несколько первых мировых рекордов, участвовав всего в 4 соревнованиях, в том числе 10 июля 2010 года побил свой действующий рекорд, улучшив его с 9,21 до 8,52 секунды, став первым sub-9.
Своим пришествием он произвёл настоящую революцию в спидкубинге. После очередного рекорда Феликса предыдущий чемпион Эрик Аккерсдейк написал о нём:

Я предлагаю создать новые категории мировых рекордов, одну для Феликса с его нереальными штуками и одну для нормальных людей. Если этого не будет… Я уйду. Оригинальный текст (англ.)I vote for making new WR categories, one for Faz and his life-less stuff and one for normal people. If we don’t… I quit.

На его счету более ста мировых рекордов. Он много раз устанавливал рекорд в единичной попытке 3×3×3 — 6,77, 6,65, 6,24; На соревновании 25 июня 2011 года он установил сразу 2 новых рекорда — 6,18 в первом раунде и 5,66 во втором. В 2016 году он снова установил мировой рекорд в единичной попытке 3×3×3 — 4,73 секунды. В 2018 году он дважды устанавливал мировой рекорд в единичной попытке по 3×3×3: в начале года — 4,59, в мае улучшил его до 4,22.

## Интересные факты
- На чемпионате мира в Лас-Вегасе 17-летний Феликс Земдегс был признан лучшим в мире сборщиком кубика Рубика[1].
- 29 июня 2014 года Феликс собрал кубик за 5,33 секунды, но эту сборку не засчитали, так как куб не выдержал жёсткого обращения, и угловой кубик провернулся[2]. Знакомый с математикой куба понимает, что это случайность, однако правила оговаривают подобные неисправности: неправильно стоящий элемент с двумя и более цветами — незачёт. Этот случай получил широкую огласку и привёл к изменению конструкции спортивных кубиков — угловые кубики снаружи имеют угловатую форму, а внутри — закруглённую[3].
- Имя Феликса пишется не Felix, а Feliks.